# Немачки злочини у Југославији у Другом светском рату
Немачке власти су у Југославији за време и након Априлског рата систематски вршиле масовне ратне злочине. Ове злочине вршиле су немачке управне установе, полиција, жандармерија, као и снаге Вермахта и СС. Југославија је укинута као држава, а делови њене територије анектирани су од стране Немачке, Италије и сателитских држава. Окупатори су до крајњих граница безобзирно исцрпљивали људске и материјалне ресурсе Југославије, настојећи да одрже такво стање масовним терором над становништвом.

## Бомбардовање Београда
Влада Југославије прогласила је Београд отвореним градом. Упркос томе, немачко ваздуховпловство бомбардовало је Београд без објаве рата, намерно циљајући цивилне циљеве, стамбене објекте и објекте од националног и културно-историјског значаја. Државна комисија за утврђивање злочина окупатора и њихових помагача дошпла је до закључка да је од бомбардовања погинуло преко 2.000, јер их је толико сахрањено, а претпоставља се да је око 1.000 затрпано у рушевинама. Такође, 692 зграде су срушене, док је 1.601 јако оштећена. Немачком генералпуковнику Александру Леру, који је као командант 4. немачке ваздушне флоте командовао бомбардовањем Београда, а касније био командант Армијске групе Е, фебруара 1947. у Београду суђено је између осталог и за „злочиначко бомбардовање Београда”. Проглашен је кривим по овој и по другим тачкама оптужнице, и осуђен на смрт.

## Расно и етнички мотивисани злочини
Немачке снаге у Другом светском рату биле су руковођене нацистичком идеологијом, која је била екстремно расистичка и предвиђала физичко уништење неких етничких група и депортацију других. У окупираној Југославији, као и у другим крајевима поседнутим од нациста, жртве прогона и истребљења на етничкој основи били су Јевреји и Роми. Осим њих, екстремне прогоне и масовно унишавање цивилног становништва предузето је у сарадњи са усташким режимом против српске популације у Независној Држави Хрватској. Словенци у области Корушке и Штајерска које су анектиране у састав Немачке, били су изложени депортацији и германизацији. Главни логор за уништење Јевреја са територије Србије био је логор Старо сајмиште, а у Хрватској Јасеновац, којим је управљала усташка власт.

## Идеолошки и политички мотивисани злочини
Осим по етничком, терор је вршен и по политичком и идеолошком принципу. Почев од 22. јуна 1941. немачке власти завеле су терор против припадника и симпатизера Комунистичке партије и повезаних организација. Зависно од развоја ситуације, терор је примењиван и против истакнутих националистичких првака и интелектуалаца, који су сматрани потенцијално опасним за немачке интересе. У Београду је за политичке кривце и интернирце формиран Бањички логор. Практично у свим градовима постојали су мањи или већи логори у којима су провођене тортура и масовна убиства. На територији Србије тим логорима је управљано помоћу Недићевих квислиншких снага, а на територији НДХ у сарадњи са усташама.

## Одмазде над цивилима
Након устанка, немачка управа завела је безобзирне мере одмазде, које су се заснивале на узимању талаца, који би били стрељани у случају напада на немачко људство и војне објекте. У септембру 1941. у Србији су наређене драконске мере одмазде, према којима је за једног убијеног немачког војника морало бити стрељано 100 талаца. Проводећи ово наређење, немачке војне снаге извеле су у Србији током јесени 1941. низ масакра, као што су Крвави марш у Шапцу, масакр у Крагујевцу и у Краљеву октобра 1941.
Током борби против побуњеника, током 1942. немачки штабови увели су, поред принципа одмазде, и принцип превентивне интернације и депортације целокупног становништва одређених области, као и пљачкање и уништавање свих средстава за живот. Ови принципи експлицитно су наведени у наређењима за операције попут офанзиве на Козару јуна/јула 1942, операција Вајс I и запоседања далматинских острва током зиме 1943/44.
Масовна убиства цивила у захвату ратних дејстава примењивана су од стране немачких снага врло често у циљу застрашивања. У томе су се нарочито истицале СС јединице, на пример у Пивској жупи јуна 1943 (7. СС дивизија), у долини Цетине марта 1944 (7. СС дивизија), у селу Сремска рача марта 1944 (13. СС дивизија), Масакр у селу Велика јула 1944 (7. и 21. СС дивизија)... Походи 1. козачке дивизије били су редовно праћени пљачком, насумичним убиствима и силовањем жена.

## Ратни злочини немачких снага над ратним заробљеницима
Немачке снаге за све време рата нису признавале побуњеним формацијама у Југославији легални статус зараћене стране са припадајућим правима по женевској конвенцији. Припаднике НОВЈ третирали су као илегалне побуњените, и звали их „бандитима” у својим документима. Заробљеници су у правилу убијани, или у одређеним случајевима депортовани у концентрационе логоре (Аушвиц, Бухенвалд...). На пример, Прва брдска дивизија известила је након операције Шварц о 498 заробљених, од којих је 411 стрељано на лицу места. Да би смањила ове губитке, НОВЈ је од септембра 1942. успоставила контакте за размену заробљеника. Ове размене заробљеника вршене су повремено до краја рата, на пример приликом заробљавања мајора Штрекера марта 1943, генерала фон Девица септембра 1944, или пуковника Еберлајна јануара 1945.
Врховна команда Вермахта је према Хитлеровој инструкцији 16. децембра 1942. издала изричито наређење да немачке снаге на истоку у борби против „банди” примењује драстичне мере забрањене Женевским конвенцијама. Притом је наглашено да „ни један у борби против банди ангажован Немац не сме да буде позван на дисциплинску или судску одговорност”.

## Злочини против имовине
На окупиране земље Немачка је у првом реду гледала као на вредан ресурс за своју ратну машинерију. Отуда су из окупиране Југославије масовно извлачена природна богатства, пољопривредни, рудни и индустријски производи. Немачке снаге систематски су вршиле заплену имовине у своју корист. У многе привредне објекте од значаја довођено је радно способно становништво на присилни рад.
За експлоатацију свих привредних ресурса био је задужен Привредни штаб са седиштем у Земуну. На челу овог штаба налазио се генерални опуномоћеник за привреду Франц Нојхаузен, предратни генерални конзул у Београду.
Франц Нојхаузен осуђен је на суђењу пред Војним судом у Београду, од 22. до 31. октобра 1947. године на 20 година лишења слободе са принудним радом.
Све што би могло послужити побуњеницима систематски је уништавано. Приликом повлачења из појединих делова Југославије, немачке снаге су вршиле потпуну евакуацију свих животних потреба и рушења свих привредних објеката и комуникација.